# Короли Миде

Флаг ирландской провинции Миде

Короли Миде — правители одноимённого королевства в средневековой Ирландии из рода Кланн Холмайн. Принадлежали к династии Уи Нейллов. Многие из них были верховными королями Ирландии.

## История
Средневековое королевство Миде существовало, хотя и разных границах, с I века нашей эры. Название «Миде» переводится как «среднее», что означает, что оно располагалось в самом центре Ирландии. Размещалось на территории современных графств Мит, Уэстмит, Каван, Дублин, Килдэр, Лонгфорд, Лаут и Оффали. Первые короли Миде происходили из ветви Дал Мессин Корб, части рода Уи Гаррхон, правившего в королевстве Лейнстер. В 400-х годах они были изгнаны из своих владений за горы Уиклоу (современное графство Килдэр) Уи Нейллами, септ которого, Кланн Холмайн, занял их место, основав королевство Уснех. Столица королевства — Рат-Айртир, с IX века — Кногба (Наут).
После распада королевства в XII веке представители династии Уа Маэл Сехлайнн или О’Мелаглин были вынуждены уйти на запад и поселились на восточном берегу реки Шеннон. Представители рода по-прежнему были известны среди гэльской знати, но в конце 1690-х годов потеряли всякую реальную власть.

## Короли Миде из рода Кланн Холмайн
- Домналл Миди (ум. 763), король Миде (715—763), верховный король Ирландии (743—763), сын Мурхада Миди
- Фолламан мак Кон Конгалт, король Миде (763—766)
- Доннхад Миди (733—797), король Миде (766—797), верховный король Ирландии (771/778-797), сын Домналла Миди
- Домналл мак Доннхада Миди (ум. 799), король Миде (797—799), сын Доннхада Миди
- Муйредах мак Домнайлл Миди (ум. 802), король Миде (799—802), сын Домналла Миди
- Айлиль мак Доннхада (ум. 803), король Миде (802—803), сын Доннхада Миди мак Домнайлла
- Конхобар мак Доннхада (ум. 833), король Миде (802/803—833), верховный король Ирландии (819—833), сын Доннхада Миди мак Домнайлла
- Маэл Руанайд мак Доннхада, король Миде (833—843), сын Доннхада Миди
- Фланн мак Маэл Руанайд, король Миде (843—845), сын Маэла Руанайда мак Доннхады
- Маэлсехнайлл мак Маэл Руанайд (ум. 22 ноября 862), король Миде (845—862), верховный король Ирландии (846—862), сын Маэла Руанайда мак Доннхады
- Лоркан мак Катайл, король Миде (862—864)
  - Конхобар мак Доннхада, король Миде (до 864)
- Доннхад мак Аэдакайн, король Миде (864—877)
- Фланн Синна (847/848 — 25 мая 916), король Миде (877—916), верховный король Ирландии (879—916), сын Маэла Сехнайлла мак Маэла Руанайда
- Конхобар мак Фланн (ум. 919), король Миде (916—919), сын Фланна Синны
- Доннхад Донн (ум. 944), король Миде (919—944), верховный король Ирландии (919—944), сын Фланна Синны
- Энгус мак Доннхада (ум. 945/946), король Миде (944—945/946), сын Доннхада Донна
- Доннхад мак Домнайлл, король Миде (945/946 — 950)
- Фергал Гот мак Энгуса, король Миде (ок. 950 — ок. 950), сын Энгуса мак Доннхады
- Аэд мак Маэл Руанайд, король Миде (ок. 950—951), сын Маэла Руайнада
- Домналл мак Доннхада (ум. 952), король Миде (951—952), сын Доннхада мак Домнайлла
- Карлуш Mac Куинн, король Миде (952—960)
- Доннхад Финн мак Аэда, король Миде (960—974), сын Аэда мак Маэла Руанайда
- Муйрхертах мак Маэл Сехнайлл, король Миде (960—976)
- Маэлсехнайлл мак Домнайлл (949—1022), король Миде (975/976 — 1022), верховный король Ирландии (980—1002), 1014—1022), сын Домналла мак Доннхады
- Маэл Сехнайлл Гот мак Маэл Сехнайлл, король Миде (1022—1025), сын верховного короля Ирландии Маэла Сехнайлла мак Домнайлла
- Роэн мак Муйрхертайг, король Миде (1025—1027), сын Муйрхертаха мак Маэла Сехнайлла
- Домналл Гот (ум. 1030), король Миде (1027—1030), сын верховного короля Ирландии Маэла Сехнайлла мак Домнайлла
- Конхобар Уа Маэл Сехлайнн, король Миде (1030—1073), внук верховного короля Ирландии Маэла Сехнайлла мак Домнайлла
- Мурхад мак Фланн Уа Маэл Сехлайнн (ум. 1076), король Миде (1073—1073), внук верховного короля Ирландии Маэла Сехнайлла мак Домнайлла
- Маэл Сехнайлл Бан мак Конхобайр Сехлайнн, король Миде (1073—1087), сын Мурхада мак Фланна
- Домналл Уа Маэл мак Фланн Сехлайнн, король Миде (1087—1094)
- Доннхад мак Мурхада Уа Маэл Сехлайнн (ум. 1106), король Северного Миде (1094—1105), сын Мурхада мак Флайнна
- Конхобар мак Маэл Сехлайнн Уа Маэл Сехлайнн, король Южного Миде (1094—1105), сын Маэла Сехнайлла Бана
- Муйрхертах мак Домнайлл Уа Маэл Сехлайнн (ум. 1143), король Миде (1105—1106), сын Домналла мак Флайнна
- Мурхад мак Домнайлл Уа Маэл Сехлайнн (1106—1127, 1130—1143), сын Домналла мак Флайнна
- Маэл Сехлайнн мак Домналл Уа Маэл Сехлайнн (1115—1115), сын Домналла мак Флайнна
- Домналл мак Мурхада Уа Маэл Сехлайнн (ум. 1137), король Миде (1127—1127), сын Маэла Махлайнна
- Диармайт мак Домналл Уа Маэл Сехлайнн (1127—1130), сын Домналла мак Мурхады
- Конхобар Уа Конхобайр (1143—1144)
- Доннхад Мак Муйрхертайг Уа Маэл Сехлайнн (1144 -?)
- Маэл Сехнайлл мак Мурхада Уа Маэл Сехлайнн (1152—1155), сын Маэла Сехлайнна мак Домналла
- Доннхад мак Домнайлл Уа Маэ Сехлайнн (1155—1155, 1156—1157, 1158—1160), сын Домналла мак Мурхады (ум. 1137)
- Диармайт Мак Домнайлл Уа Маэл Сехлайнн (1155—1156, 1157—1158, 1160—1169), сын Домналла мак Мурхады (ум. 1137)
- Домналл Брегах Мак Маэл Сехлайнн (1169—1173)

В 1184 году королевство Миде было завоёвано англо-нормандскими феодалами, создавшими графство Мит.

## Лорды Клонлонана
- Арт мак Маэл Сехлайнн мик Домнайлл Уа Маэл Сехлайнн (1173—1184)
- Магнус Уа Маэл Сехлайнн (Северная Миде, 1173—1175)
- Маэл Сехлайнн Бег (1184—1213)
- Кормак мак Арт О'Мелаглин (1213—1239), сын Арта мак Маэла Сехлайнна
- Кормак мак Арт (1239—1283)
- Кайрпре (1283—1290)
- Мурхат мак Кайрпре (1290—1293)
- Кормак мак Кормак (1293—1301)
- Кайрпре Шрегайн (1301—1323)
- Арт Мор мак Кормак (1323—1344)
- Кормак Мак Арт Баллах (1344—1362)
- Арт Maк Арт Мор (1362—1385)
- Конхобар (1385—1401)
- N, жил в 1431 году
- Арт мак Конн ?, умер в 1431 году
- Лайгнех мак Корк, умер в 1487
- Конн мак Арт мак Конн (1487—1500)
- Мурхад мак Конн, который умер в 1518
- Тойрделбах Клерик (1518—1537)
- Арт мак Конн (1537—1539)
- Фелим Ог Maк Фелим Maк Конн (1539—1542)
- Rudhraighe (ум. 1544), (1542—1543)
- Каэдах мак Фелим мак Конн (1543-?)
- Конн мак Арт мак Конн, (? — 1548)
- Тадг Руад мак Тойрделбах (1548 −1553?)
- Mурхад мак Тойрделбах, упоминается в 1547—1549
- Эн Калвах (1564 — декабрь 1600)
- Ирриэль (декабрь 1600 — 10 апреля 1604)
- Фелим мак Ирриэль, родился 1 августа 1602, упоминается в 1604 году.